# Minoria (filosofia)
Minoria (em francês:  minorité) é um conceito filosófico desenvolvido por Gilles Deleuze e Félix Guattari nos livros Kafka: por uma literatura menor (1975), Mil Platôs (1980) e em outros trabalhos de sua obra. Nesses textos, eles criticam o conceito de "maioria". Para Deleuze e Guattari, o devir-minoritário é principalmente uma ação ética, e o comprometimento com tal devir afeta os indivíduos quando os devia em agir subordinados ao devir-fascista. Além disso, Deleuze e Guattari argumentam que o conceito de povo, quando invocado por grupos subordinados ou alinhados a eles, sempre se refere a uma minoria, qualquer que seja sua ordem numérica.
Para Deleuze e Guattari, menor e o devir-minoritário não se referem a grupos minoritários como descritos na linguagem comum, mas a uma espécie de construto. Os grupos minoritários são definidos por identidades e, portanto, pelas configurações molares que pertencem ao complexo militar-industrial. Tais configurações molares são compostas de infinitas linhas de partículas, ou seja, linhas de devir.

## Visão geral
O exemplo central utilizado por Deleuze e Guattari é Franz Kafka. Kafka não se sente em casa tanto entre os judeus de Praga como entre a estrutura de poder dominante alemã e austro-húngara. Para Kakfa, há a "falta de um povo", de modo que sua literatura se propõe a convocar este povo. No entanto, há uma conexão entre o que é comumente referido como minorias e a concepção de Deleuze e Guattari do menor e do devir-minoritário. Deleuze e Guattari argumentam que se, frequentemente, o tornar-se menor refere-se ao contexto formado por grupos minoritários, então isso ocorre porque o tornar-se menor é catalisado pela existência em espaços sociais restritos. Desse modo, tornar-se menor não está relacionado a identidades molares, nem é uma política que busca representação ou reconhecimento de tais identidades (embora Deleuze e Guattari enfatizem que essas são ambições políticas valiosas).

Outro exemplo citado é o do patriarcado, que fornece uma ilustração de como o conceito de minoria é usado: embora possa haver mais mulheres do que homens em termos numéricos, na argumentação de Deleuze e Guattari, que são sensíveis às relações de poder, os homens ainda constituem a maioria enquanto as mulheres formam uma minoria. Assim, o conceito de devir-minoritário converge com o de devir-mulher. Como afirmam Deleuze e Guatarri, "todos estão subscritos ao processo do devir-mulher, mesmo as mulheres", seguidos pelo devir-animal, devir-molecular, devir-imperceptível e, finalmente, ao devir-revolucionário. Cada tipo de devir afetivo marca uma nova fase de um processo maior, o qual Deleuze e Guattari se referem como desterritorialização.
| “ | O homem macho, adulto não tem devir. Pode devir mulher e vira minoria. A esquerda é o conjunto dos processos de devir minoritário. Eu afirmo: a maioria é ninguém e a minoria é todo mundo. Ser de esquerda é isso: saber que a minoria é todo mundo e que é aí que acontece o fenômeno do devir. É por isso que todos os pensadores tiveram dúvidas em relação à democracia, dúvidas sobre o que chamamos de eleições. Mas isso são coisas bem conhecidas. | ” |
|   | — L'abécédaire de Gilles Deleuze, transcrição de vídeo. |   |